# NGC 6454
NGC 6454 (другие обозначения — MCG 9-29-26, ZWG 278.24, PGC 60795) — галактика в созвездии Дракон.
Этот объект входит в число перечисленных в оригинальной редакции «Нового общего каталога».